# Libija
Libija (arabsko ليبيا, latinizirano: Lībiyā), uradno država Libija (arabsko دولة ليبيا, latinizirano: Dawlat Lībiyā) je obmorska država v regiji Magreb v Severni Afriki. Na severu meji na Sredozemsko morje, na vzhodu na Egipt, na jugovzhodu na Sudan, na jugu na Čad in Niger, na zahodu pa na Alžirijo in Tunizijo. 
Libija s površino 1,8 milijona km2 velja za četrto največjo državo v Afriki, drugo največjo v arabskem svetu in 16. največjo državo na svetu. Največje in glavno mesto Tripolis je v zahodni Libiji in v njem prebiva več kot tri milijone od vseh sedmih milijonov prebivalcev. Uradna vera države je islam, pri čemer je 96,6 % libijskega prebivalstva sunitskih muslimanov. Uradni jezik Libije je arabščina, najbolj razširjena pa je libijska arabščina. Večina libijskega prebivalstva je Arabcev.
Libija je država v razvoju, ki je na 92. mestu po HDI, najvišji rezultat v celinski Afriki, in ima 10. največje dokazane zaloge nafte na svetu. Libija ima najvišjo raven izpustov toplogrednih plinov na osebo v Afriki, vendar je malo napredovala pri razvijanju podnebnih zavez. 
Libija je članica Združenih narodov, Gibanja neuvrščenih, Afriške unije, Arabske lige, Organizacije za islamsko sodelovanje in OPEC.

## Etimologija
Izvor imena Libija se je prvič pojavil v napisu Ramzesa II., napisanem kot rbw v hieroglifih. Ime izhaja iz splošne identitete velike konfederacije starodavnih vzhodnih 'libijskih' Berberov, severnoafriških ljudstev in plemen, ki so živela okoli bujnih območij Cirenajke in Marmarike. Vojsko 40.000 mož in konfederacijo plemen, znanih kot veliki poglavarji Libuja, je vodil kralj Merjej, ki se je v 5. letu (1208 pr. n. št.) bojeval proti faraonu Merneptahu. Ta spopad je bil omenjen v Velikem karnaškem napisu v zahodni delti med 5. in 6. letom njegove vladavine in je povzročil poraz Merjeja. Po Velikem karnaškem napisu so vojaško zvezo sestavljali Mešveš, Lukka in ljudstva z morja, znana kot Ekveš, Tereš, Šekeleš in Šerden.
Veliki karnaški napis se glasi:
»... tretja sezona, ki pravi: 'Ubogi, padli poglavar Libije, Merjej, sin Deda, je padel na državo Tehenu s svojimi lokostrelci - Šerden, Šekeleš, Ekveš, Luka, Tereš. Vzel je najboljše od vsakega bojevnika in vsakega vojnega moža svoje države. Pripeljal je svojo ženo in svoje otroke - voditelje tabora, in dosegel je zahodno mejo na poljih Perire.«
Ime Libija je leta 1903 vrnil v uporabo italijanski geograf Federico Minutilli. Namen je bil nadomestiti izraze, ki se uporabljajo za osmansko Tripolitanijo, obalno regijo današnje Libije, ki ji je od leta 1551 do 1911 vladalo Osmansko cesarstvo kot ejalet Tripolitanija.
Libija se je osamosvojila leta 1951 kot Združeno libijsko kraljestvo (arabsko المملكة الليبية المتحدة, latinizirano: al-Mamlakah al-Lībiyyah al-Muttaḥidah), svoje ime pa je spremenila v Kraljevino Libijo (arabsko المملكة الليبية, latinizirano: al-Mamlakah al-Lībiyyah), dobesedno 'libijsko kraljestvo', leta 1963. Po državnem udaru, ki ga je leta 1969 vodil Moamer Gadafi, se je ime države spremenilo v Libijsko arabsko republiko (arabsko الجمهورية العربية الليبية, latinizirano: al-Jumhūriyyah al-'Arabiyyah al-Lībiyyah). Uradno ime je bilo Socialistična ljudska Libijska arabska Džamahirija od 1977 do 1986 (الجماهيرية العربية الليبية الشعبية الاشتراكية) in Velika socialistična ljudska Libijska arabska Džamahirija(arabsko الجماهيرية العربية الليبية الشعبية الاشتراكية العظمى, latinizirano: al-Jamāhīriyyah al-'Arabiyyah al-Lībiyyah ash-Sha'biyyah al-Ishtirākiyyah al-'Udmá poslušaj) od 1986 do 2011.
Nacionalni prehodni svet, ustanovljen leta 2011, je državo imenoval preprosto Libija. ZN so uradno priznali državo kot Libijo septembra 2011 na podlagi zahteve stalnega predstavništva Libije, ki se sklicuje na libijsko začasno ustavno deklaracijo z dne 3. avgusta 2011. Novembra 2011 je bil standard ISO 3166-1 spremenjen tako, da odraža novo ime države Libija v angleščini, Libye (la) v francoščini.
Decembra 2017 je stalna misija Libije pri Združenih narodih obvestila Združene narode, da je uradno ime države odslej država Libija; Libija je ostala uradna kratka oblika in država je še naprej navedena pod L na abecednih seznamih.

## Zgodovina

### Antična Libija
Obalno nižino Libije so naseljevala neolitska ljudstva že od leta 8000 pr. n. št. Domneva se, da so se afroazijski predniki Berberov razširili na to območje v pozni bronasti dobi. Najzgodnejše znano ime takega plemena je bilo Garamante s sedežem v Germi. Feničani so prvi ustanovili trgovske postaje v Libiji. Do 5. stoletja pr. n. št. je največja feničanska kolonija, Kartagina, razširila svojo hegemonijo po večjem delu severne Afrike, kjer je nastala značilna civilizacija, znana kot punska.
Leta 630 pred našim štetjem so stari Grki kolonizirali območje okoli Barce v vzhodni Libiji in ustanovili mesto Kirena. V 200 letih so bila na območju, ki je postalo znano kot Cirenajka, ustanovljena še štiri pomembna grška mesta. Območje je bilo dom priznane filozofske šole Kirene. Leta 525 pred našim štetjem je perzijska vojska Kambiza II. zavzela Cirenajko, ki je naslednji dve stoletji ostala pod perzijsko ali egiptovsko oblastjo. Aleksander Veliki je leta 331 pr. n. št. končal perzijsko oblast in prejel davek iz Cirenajke. Vzhodna Libija je spet padla pod nadzor Grkov, tokrat kot del Ptolemajskega kraljestva.
Po padcu Kartagine Rimljani niso takoj zavzeli Tripolitanije (območja okrog Tripolisa), ampak so jo namesto tega pustili pod nadzorom numidijskih kraljev, dokler obalna mesta niso prosila in dobila njene zaščite. Ptolemaj Apion, zadnji grški vladar, je Cirenajko zapustil Rimu, ki je regijo formalno priključil leta 74 pr. n. št. in jo pridružil Kreti kot rimsko provinco. Kot del province Africa Nova je bila Tripolitanija uspešna in je dosegla zlato dobo v 2. in 3. stoletju, ko je bilo mesto Leptis Magna, dom Severske dinastije, na vrhuncu.
Na vzhodni strani so bile prve krščanske skupnosti Cirenajke ustanovljene v času cesarja Klavdija. Med vojno Kitos je bilo območje močno opustošeno in Grki in Judje so ga skoraj izpraznili. Čeprav ga je Trajan ponovno naselil z vojaškimi kolonijami, je od takrat začel propadati. Libija se je zgodaj spreobrnila v nicejsko krščanstvo in je bila dom papeža Viktorja I.; vendar je bila Libija tudi dom številnih nenicejskih različic zgodnjega krščanstva, kot sta arijanstvo in donatizem.

### Islamska Libija: 647–1556
Pod poveljstvom Amr ibn al-Asa je rašidunska vojska osvojila Cirenajko. Leta 647 je vojska, ki jo je vodil Abdulah ibn Saad, dokončno zavzela Tripolis Bizantincem. Fezzan je osvojil Ukba ibn Nafi leta 663. Berberska plemena v zaledju so sprejela islam, vendar so se upirala arabski politični vladavini.
Naslednjih nekaj desetletij je bila Libija pod nadzorom omajadskega kalifa iz Damaska, dokler Abasidi leta 750 niso strmoglavili Omajadov in je Libija prišla pod oblast Bagdada. Ko je kalif Harun Al Rašid leta 800 imenoval Ibrahima ibn al-Aghlaba za svojega guvernerja Ifrikije, je Libija uživala precejšnjo lokalno avtonomijo pod rodbino Aghlabid. Do 10. stoletja so šiitski Fatimidi nadzorovali zahodno Libijo in leta 972 zavladali celotni regiji ter za guvernerja imenovali Bologhina ibn Zirija.
Ibn Zirijeva berberska rodbina Ziridi se je končno odcepila od šiitskih Fatimidov in priznala sunitske Abaside iz Bagdada kot zakonite kalife. V maščevanje so Fatimidi povzročili selitev tisočev iz predvsem dveh arabskih plemen Kaisi, Banu Sulaim in Banu Hilal, v severno Afriko. To dejanje je drastično spremenilo strukturo libijskega podeželja in utrdilo kulturno in jezikovno arabizacijo regije.
Vladavina Ziridov v Tripolitaniji je bila sicer kratkotrajna in že leta 1001 so se Berberi iz Banu Khazruna odcepili. Tripolitanija je ostala pod njihovim nadzorom do leta 1146, ko so regijo prevzeli sicilski Normani. V naslednjih 50 letih je bila Tripolitanija prizorišče številnih bitk med Ajubidi, almohadskimi vladarji in uporniki Banu Ghanija. Kasneje je general Almohadov, Mohamed ibn Abu Hafs, vladal Libiji od 1207 do 1221 pred kasnejšo ustanovitvijo tunizijskega kraljestva Hafsidov, neodvisnega od Almohadov. V 14. stoletju je rodbina Banu Thabit vladala Tripolitaniji, preden je prešla pod neposredni nadzor Hafsidov. Do 16. stoletja so bili Hafsidi vedno bolj ujeti v boj za oblast med Španijo in Osmanskim cesarstvom.
Potem ko je bil nadzor Abasidov oslabljen, je bila Cirenajka pod državami s sedežem v Egiptu, kot so Tulunidi, Ikšididi, Ajubidi in Mameluki pred osmanskim osvajanjem leta 1517. Fezzan je pridobil neodvisnost pod dinastijo Avlad Mohamed po vladavini Kanema. Osmani so dokončno osvojili Fezzan med letoma 1556 in 1577.

### Osmanska Tripolitanija: 1556–1911
Po uspešni invaziji Habsburške Španije na Tripolis leta 1510 in predaji Libije vitezom sv. Janeza je osmanski admiral Sinan paša leta 1551 prevzel nadzor nad Libijo. Njegov naslednik Turgut Reis je bil leta 1556 imenovan za bega Tripolisa in pozneje za pašo Tripolisa. Do leta 1565 je bila upravna oblast kot regent v Tripolisu podeljena paši, ki ga je neposredno imenoval sultan v Konstantinoplu. V 1580-ih so vladarji Fezana postali zvesti sultanu, in čeprav osmanske oblasti v Cirenajki ni bilo, je bil proti koncu naslednjega stoletja v Bengaziju nameščen beg, ki je deloval kot agent vlade v Tripolisu. Evropski sužnji in veliko število zasužnjenih črncev, prepeljanih iz Sudana, so bili tudi značilnost vsakdanjega življenja v Tripolisu. Leta 1551 je Turgut Reis zasužnjil skoraj celotno prebivalstvo malteškega otoka Gozo, približno 5000 ljudi in jih poslal v Libijo.
Sčasoma je pravo moč dobil pašov zbor janičarjev. Leta 1611 so deji izvedli državni udar proti paši in dej Sulajman Safar je bil imenovan za vodjo vlade. Naslednjih sto let je Tripolitaniji dejansko vladal niz vladarjev. Dva najpomembnejša sta bila Mehmed Sakizli (vladal 1631–49) in Osman Sakizli (vladal 1649–72), oba tudi paša, ki sta dejansko vladala regiji. Slednji je osvojil tudi Cirenajko.
Zaradi pomanjkanja navodil osmanske vlade je Tripolis zapadel v obdobje vojaške anarhije, v katerem so državni udari sledili drug za drugim in le nekaj vladarjev je na položaju preživelo več kot eno leto. Enega takšnih pučev je vodil turški častnik Ahmed Karamanli. Karamanliji so vladali od leta 1711 do 1835 predvsem v Tripolitaniji, do sredine 18. stoletja pa so imeli vpliv tudi v Cirenajki in Fezanu. Ahmedovi nasledniki so se izkazali za manj sposobne od njega samega, vendar je občutljivo razmerje moči v regiji dovolilo Karamanlijem vladati. V letih 1793–1795 je izbruhnila tripolitanska državljanska vojna. Leta 1793 je turški častnik Ali Paša odstavil Hameta Karamanlija in Tripolitanijo za kratek čas vrnil pod osmansko oblast. Hametov brat Jusuf (vladal 1795–1832) je ponovno vzpostavil neodvisnost Tripolitanije.
V zgodnjem 19. stoletju je izbruhnila vojna med Združenimi državami in Tripolitanijo in sledila je vrsta bitk v tem, kar je postalo znano kot prva berberska vojna in druga berberska vojna. Do leta 1819 so različne pogodbe iz napoleonskih vojn prisilile berberske države, da so skoraj v celoti opustile piratstvo, in gospodarstvo Tripolitanije je začelo propadati. Ko je Jusuf oslabel, so se okoli njegovih treh sinov pojavile frakcije. Kmalu je prišlo do državljanske vojne.
Osmanski sultan Mahmud II. je poslal vojake, ki naj bi domnevno vzpostavili red, kar je označilo konec rodbine Karamanli in neodvisne Tripolitanije. Red ni bil zlahka povrnjen in upor Libijcev pod vodstvom Abd-El-Gelila in Gûme ben Khalife je trajal do smrti slednjega leta 1858. V drugem obdobju neposredne osmanske vladavine so se zgodile upravne spremembe in večji red v upravljanju treh libijskih provinc. Osmanska vladavina je bila končno ponovno uveljavljena v Fezanu med letoma 1850 in 1875 zaradi zaslužka s trgovino v Sahari.

### Italijanska kolonizacija in zavezniška okupacija (1911–1951)
Po italijansko-turški vojni (1911–1912) je Italija tri regije istočasno spremenila v kolonije. Od leta 1912 do 1927 je bilo ozemlje Libije znano kot Italijanska Severna Afrika. Od leta 1927 do 1934 je bilo ozemlje razdeljeno na dve koloniji, italijansko Cirenajko in italijansko Tripolitanijo, ki so ju vodili italijanski guvernerji. Približno 150.000 Italijanov se je naselilo v Libiji, kar je predstavljalo približno 20 % celotnega prebivalstva.
Omar Mukhtar je zaslovel kot vodja odpora proti italijanski kolonizaciji in postal narodni heroj kljub temu, da so ga 16. septembra 1931 ujeli in usmrtili. Njegov obraz je trenutno natisnjen na libijskem bankovcu za deset dinarjev v spomin in priznanje njegovemu domoljubju. Še en pomemben vodja odpora, Idris al-Mahdi as-Senussi (kasneje kralj Idris I.), cirenajski emir, je še naprej vodil libijski odpor do izbruha druge svetovne vojne.
Tako imenovana pacifikacija Libije, ki so jo izvedli Italijani, je povzročila množične smrti staroselcev v Cirenajki, pri čemer je bila ubita približno ena četrtina 225.000 prebivalcev Cirenajke. Ilan Pappé ocenjuje, da je italijanska vojska med letoma 1928 in 1932 »pobila polovico beduinskega prebivalstva (neposredno ali z boleznimi in lakoto v italijanskih koncentracijskih taboriščih v Libiji)«.
Leta 1934 je Italija združila Cirenajko, Tripolitanijo in Fezan ter sprejela ime Libija (stari Grki so ga uporabljali za vso Severno Afriko razen Egipta) za enotno kolonijo s Tripolijem kot glavnim mestom. Italijani so poudarjali izboljšave infrastrukture in javna dela. Zlasti so med letoma 1934 in 1940 močno razširili libijsko železniško in cestno omrežje, zgradili na stotine kilometrov novih cest in železnic ter spodbudili ustanavljanje novih industrij in na desetine novih kmetijskih vasi.
Junija 1940 je Italija vstopila v drugo svetovno vojno. Libija je postala prizorišče težko bojevane severnoafriške kampanje, ki se je nazadnje končala s porazom Italije in njene nemške zaveznice leta 1943.
Od leta 1943 do 1951 je bila Libija pod zavezniško okupacijo. Britanska vojska je upravljala dve nekdanji italijanski libijski provinci Tripolitanija in Cirenajka, medtem ko je francoska upravljala provinco Fezan. Leta 1944 se je Idris vrnil iz izgnanstva v Kairu, vendar ni želel nadaljevati stalnega prebivališča v Cirenajki do odstranitve nekaterih vidikov tujega nadzora leta 1947. Po določilih mirovne pogodbe z zavezniki iz leta 1947 se je Italija odpovedala vsem zahtevam do Libije.

### Neodvisno kraljestvo (1951–1969)
Narodna skupščina je oblikovala ustavo, ki je vzpostavila monarhijo in razširila ponudbo za prestol Sajidu Idrisu, emirju Cirenajke. Sajid Idris je imel cenjen položaj voditelja vplivne verske bratovščine Senusi, ki jo je v prejšnjem stoletju ustanovil njegov ded kot odgovor na zahodni vpliv v arabskem svetu. To predano islamsko gibanje je pridobilo znatno podporo puščavskih beduinov in postalo glavna politična sila v Libiji. V letih zatona Osmanskega cesarstva je dejansko vladal libijski notranjosti. Sajid Idris, rojen leta 1890 v oazi v Cirenajki, je že v mladosti prevzel vodstvo Senusijev. Precej časa je preživel v izgnanstvu v Egiptu pod italijansko oblastjo in se vrnil v Libijo po padcu sil osi leta 1943. 24. decembra 1951 je kot kralj Idris I. nagovoril narod po radiu iz Bengazija. Generalna skupščina ZN je 21. novembra 1949 sprejela resolucijo, v kateri je zapisano, da mora Libija postati neodvisna pred 1. januarjem 1952. Idris je zastopal Libijo v poznejših pogajanjih ZN. Do 24. decembra 1951 je Libija razglasila svojo neodvisnost kot Združeno kraljestvo Libije, ustavna in dedna monarhija pod kraljem Idrisom I..
Vendar se je novo kraljestvo soočilo z zahtevnimi obeti. Ni imelo pomembnih industrijskih in kmetijskih virov. Primarni izvoz kraljestva je bil sestavljen iz kož, volne, konjev in nojevega perja. Kljub eni izmed najnižjih številk dohodka na prebivalca na svetu, je imelo tudi eno najvišjih stopenj nepismenosti. Kralj Idris I., ki je bil že star šestdeset let, ni imel neposrednega naslednika. Njegova sestrična, s katero se je poročil leta 1932, naj bi doživela številne spontane splave, njun sin, rojen leta 1953, pa je tragično umrl kmalu po rojstvu. Prestolonaslednik Rida, Idrisov brat, je bil imenovani dedič, vendar je bila kraljeva družina prepredena z nenehnimi spori. Predana muslimanska pobožnost kralja Idrisa, ki mu je utrdila podporo med beduinskimi prebivalci, je naletela na modernizacijske in urbane intelektualne tokove v Libiji. Da bi rešili rivalstvo med Cirenajko in Tripolitanijo, sta se Bengazi in Tripolis menjavala kot prestolnica vsaki dve leti.
Hiter pojav velikega števila birokratov je povzročil drago kraljevo vlado. Odkritje znatnih zalog nafte leta 1959 in poznejši dohodek od prodaje nafte sta eni najrevnejših držav na svetu omogočila ustanovitev izjemno bogate države. Čeprav je nafta drastično izboljšala finance libijske vlade, se je ljudska zamera začela kopičiti nad povečano koncentracijo državnega bogastva v rokah kralja Idrisa in nacionalne elite. To nezadovoljstvo se je še naprej povečevalo z vzponom naserizma in arabskega nacionalizma v Severni Afriki in na Bližnjem vzhodu.

### Republika Libija pod Gadafijem (1969–2011)
1. septembra 1969 je skupina uporniških vojaških častnikov pod vodstvom Moamerja Gadafija izvedla državni udar proti kralju Idrisu, ki je postal znan kot revolucija Al Fateh. Gadafija so v vladnih izjavah in uradnem libijskem tisku omenjali kot »brata voditelja in vodnika revolucije«. Naslednja štiri desetletja je začel prevlado v zgodovini in politiki Libije. Z namenom zmanjšanja italijanskega vpliva so oktobra 1970 razlastili vse premoženje v italijanski lasti in 12.000-glavo italijansko skupnost izgnali iz Libije skupaj z manjšo skupnostjo italijanskih libijskih Judov. Dan je postal državni praznik, znan kot Dan maščevanja; kasneje so ga preimenovali v Dan prijateljstva zaradi izboljšanja odnosov med Italijo in Libijo.
Povečanje blaginje Libije je spremljala povečana notranja politična represija, politično nasprotovanje pa je bilo nezakonito po zakonu 75 iz leta 1973. Obsežen nadzor nad prebivalstvom so izvajali Gadafijevi revolucionarni komiteji. Gadafi je prav tako želel omiliti stroge socialne omejitve, ki jih je ženskam naložil prejšnji režim, in ustanovil Revolucionarno žensko formacijo, da bi spodbudil reforme. Leta 1970 je bil sprejet zakon, ki je potrdil enakost spolov in plačno enakost. Leta 1971 je Gadafi sponzoriral ustanovitev Libijske generalne ženske federacije. Leta 1972 je bil sprejet zakon, ki je kriminaliziral poroko deklet, mlajših od šestnajst let, in določil soglasje ženske kot nujen pogoj za sklenitev zakonske zveze.
25. oktobra 1975 je skupina 20 vojaških častnikov, večinoma iz mesta Misrata, izvedla poskus državnega udara. To je povzročilo aretacije in usmrtitve zarotnikov. Marca 1977 je Libija uradno postala Socialistična ljudska libijska arabska Džamahirija. Gadafi je oblast uradno predal splošnim ljudskim odborom in odslej trdil, da ni več kot simbolična številka. Nova struktura upravljanja džamahirije (arabsko za 'republiko'), ki jo je vzpostavil, je bila uradno imenovana neposredna demokracija. Gadafi je v svoji viziji demokratične vlade in politične filozofije leta 1975 izdal Zeleno knjigo. Njegova kratka knjiga je vpisala reprezentativno mešanico utopičnega socializma in arabskega nacionalizma s pridihom beduinske nadvlade.
Februarja 1977 je Libija začela dobavljati vojaške zaloge Goukouni Oueddeiju in ljudskim oboroženim silam v Čadu. Čadsko-libijska vojna se je začela resno, ko je libijska podpora uporniškim silam v severnem Čadu prerasla v invazijo. Kasneje istega leta sta Libija in Egipt bojevala štiridnevno mejno vojno, ki je postala znana kot egiptovsko-libijska vojna. Obe državi sta se ob posredovanju alžirskega predsednika Houarija Boumédièna strinjali s prekinitvijo ognja. Na stotine Libijcev je izgubilo življenje v podpori države Idi Aminovi Ugandi v vojni proti Tanzaniji. Gadafi je financiral različne druge skupine od protijedrskih gibanj do avstralskih sindikatov. 2. marca 1977 je Libija uradno postala Socialistična ljudska libijska arabska Džamahirija.
Libija je svojo navadno zeleno državno zastavo sprejela 19. novembra 1977. Država je imela edino enobarvno zastavo na svetu do leta 2011, ko je Libija prevzela svojo trenutno zastavo. Od leta 1977 se je dohodek na prebivalca v državi povečal na več kot 11.000 ameriških dolarjev, kar je bil peti najvišji v Afriki, medtem ko je bil indeks človekovega razvoja postal najvišji v Afriki in višji od tistega v Savdski Arabiji. To je bilo doseženo brez najemanja kakršnih koli tujih posojil, s čimer je Libija ostala brez dolgov. Velika umetna reka je bila zgrajena tudi zato, da bi omogočila prost dostop do sladke vode po velikih delih države. Poleg tega je bila zagotovljena finančna podpora za univerzitetne štipendije in programe zaposlovanja. Velik del libijskega prihodka od nafte, ki je v 1970-ih močno narasel, je bil porabljen za nakupe orožja in za sponzoriranje desetin paravojaških enot in terorističnih skupin po vsem svetu.
Leta 1986 je ameriški zračni napad, ki ga je vodil tedanji predsednik ZDA Ronald Reagan, nameraval ubiti Gadafija, spodletel. Združeni narodi so proti Libiji končno uvedli sankcije, potem ko je leta 1988 v bombnem napadu na komercialni let v Lockerbieju umrlo 270 ljudi. V 1990-ih je vladavino vlade ogrožal militantni islamizem in neuspešen poskus atentata na Gadafija. Vlada se je odzvala z represivnimi ukrepi. Revolucionarna garda je zatrla nemire in islamske aktivnosti. Kljub temu je bila Cirenajka med letoma 1995 in 1998 politično nestabilna zaradi plemenske zvestobe lokalnih vojakov. Leta 2003 je Gadafi objavil, da je bilo vse orožje za množično uničevanje njegovega režima razstavljeno in da Libija prehaja na jedrsko energijo.

### Prva libijska državljanska vojna in padec Gadafija (2011)
Prva državljanska vojna se je zgodila med gibanji arabske pomladi, ki so strmoglavila vladarje Tunizije in Egipta. Libija je prvič doživela proteste proti Gadafijevemu režimu 15. februarja 2011, obsežni upor pa se je začel 17. februarja. Libijski avtoritarni režim pod vodstvom Moamerja Gadafija je nudil veliko večji odpor v primerjavi z režimoma v Egiptu in Tuniziji. Medtem ko je bil strmoglavljenje režimov v Egiptu in Tuniziji razmeroma hiter proces, je Gadafijeva kampanja povzročila velik zastoj pri vstaji v Libiji. Na spletu se je pojavila prva objava konkurenčne politične oblasti, ki je Začasni prehodni nacionalni svet razglasila za alternativno vlado. Eden od Gadafijevih višjih svetovalcev se je odzval z objavo tvita, v katerem je odstopil, prebegnil in Gadafiju svetoval, naj pobegne. Do 20. februarja so se nemiri razširili na Tripolis. 27. februarja 2011 je bil ustanovljen Nacionalni prehodni svet za upravljanje območij Libije pod nadzorom upornikov. 10. marca 2011 so ZDA in številne druge države priznale svet, ki ga je vodil Mahmud Džibril, kot vršilca dolžnosti premierja in legitimnega predstavnika libijskega ljudstva ter umaknile priznanje Gadafijevega režima.
Pro-Gadafijeve sile so se lahko vojaško odzvale na uporniške pritiske v zahodni Libiji in sprožile protinapad ob obali proti Bengaziju, de facto središču upora. Mesto Zavija, 48 kilometrov od Tripolisa, so bombardirala letala letalskih sil in vojaški tanki, zavzele pa so ga enote Džamahirije, »ki so izvajale stopnjo brutalnosti, ki je še ni bilo v konfliktu«. Organizacije Združenih narodov, vključno z generalnim sekretarjem Združenih narodov Ban Ki-moonom in Svetom Združenih narodov za človekove pravice, so zatiranje obsodile kot kršitev mednarodnega prava, z slednje telo dokončno izžene Libijo v akciji brez primere. 17. marca 2011 je Varnostni svet ZN sprejel Resolucijo 1973 z 10 proti in 0 glasovi ter petimi vzdržanimi, vključno z Rusijo, Kitajsko, Indijo, Brazilijo in Nemčijo. Resolucija je odobrila vzpostavitev območja prepovedi letenja in uporabo »vseh potrebnih sredstev« za zaščito civilistov v Libiji. 19. marca se je prvo dejanje Natovih zaveznikov za zavarovanje območja prepovedi letenja začelo z uničenjem libijske zračne obrambe, ko so francoska vojaška letala vstopila v libijski zračni prostor na izvidniški misiji in napovedovala napade na sovražne cilje.
V naslednjih tednih so bile ameriške ameriške sile v ospredju Natovih operacij proti Libiji. Na območju je bilo razporejenih več kot 8000 ameriških uslužbencev na vojaških ladjah in letalih. Vsaj 3000 ciljev je bilo zadetih v 14.202 napadih, od tega 716 v Tripolisu in 492 v Bregi. Ameriška zračna ofenziva je vključevala polete bombnikov B-2 Stealth, vsak bombnik je bil oborožen s šestnajstimi 2000-funtskimi bombami, ki so odleteli in se vrnili v svojo bazo v Missouriju v celinskih ZDA. Podpora Natovih zračnih sil je prispevala h končnemu uspehu revolucije. Do 22. avgusta 2011 so uporniški borci vstopili v Tripolis in zasedli Zeleni trg, ki so ga preimenovali v Trg mučenikov v čast ubitih od 17. februarja 2011. 20. oktobra 2011 so se zadnji hudi spopadi vstaje končali v mestu Sirte. Bitka za Sirto je bila tako zadnja odločilna bitka kot tudi zadnja nasploh prve libijske državljanske vojne, kjer so Gadafija ujele in ubile sile s podporo Nata 20. oktobra 2011. Sirta je bila zadnja trdnjava Gadafijevih lojalistov in njegov rojstni kraj. Poraz lojalističnih sil je bil praznovan 23. oktobra 2011, tri dni po padcu Sirta. V državljanski vojni je umrlo najmanj 30.000 Libijcev. Poleg tega je Nacionalni prehodni svet ocenil 50.000 ranjenih.

### Medvojno obdobje in druga libijska državljanska vojna (2011–2020)
7. julija 2012 so Libijci izvedli prve parlamentarne volitve po koncu prejšnjega režima. 8. avgusta je Nacionalni prehodni svet uradno predal oblast v celoti izvoljenemu Generalnemu nacionalnemu kongresu, ki je bil nato zadolžen za oblikovanje začasne vlade in pripravo nove libijske ustave, ki naj bi bila potrjena na splošnem referendumu. Poročali so o številnih drugih primerih vandalizma dediščine, ki so jih izvedle z islamisti povezane radikalne milice in drhale, ki so uničile, oropale ali oropali številne zgodovinske kraje.
Libija je postala glavna tranzitna točka za ljudi, ki želijo priti v Evropo. Med letoma 2013 in 2018 je Italijo s čolni doseglo skoraj 700.000 migrantov, mnogi od njih iz Libije.
Druga državljanska vojna se je začela maja 2014 po spopadih med rivalskimi parlamenti s plemenskimi milicami in džihadističnimi skupinami, ki so kmalu izkoristile vakuum moči. Predvsem radikalni islamistični borci so leta 2014 zavzeli Derno in leta 2015 Sirto v imenu Islamske države. Februarja 2015 je sosednji Egipt začel zračne napade na IS v podporo vladi v Tobruku. Junija 2014 so potekale volitve v predstavniški dom, novo zakonodajno telo, ki naj bi prevzelo Splošni nacionalni kongres. Volitve so zaznamovale nasilje in nizka udeležba, na nekaterih območjih so bila zaprta volišča. Oboroženi podporniki Generalnega nacionalnega kongresa so zasedli Tripolis in prisilili novoizvoljeni parlament, da je pobegnil v Tobruk.
Januarja 2015 so potekala srečanja z namenom iskanja mirnega dogovora med nasprotujočima stranema v Libiji. Medtem se je terorizem v Libiji vztrajno povečeval in prizadel tudi sosednje države. Pogovori, pogajanja in dialog so se nadaljevali sredi leta 2015 na različnih mednarodnih lokacijah in dosegli vrhunec v Skhiratu v Maroku v začetku septembra. Po večletnih pogajanjih je bilo 23. oktobra 2020 podpisano trajno premirje za konec vojne.

### Leta po državljanski vojni (2020–danes)
Decembra 2021 so bile načrtovane prve predsedniške volitve v državi, vendar so bile prestavljene na junij 2022 in kasneje dodatno preložene.
Fathija Bašagha je februarja 2022 imenoval parlament za predsednika vlade, da bi vodil prehodno upravo, vendar stalen premier Abdul Hamid Dbeibeh aprila 2022 ni hotel predati oblasti. V znak protesta proti vladi Dbeibah so plemenski voditelji iz puščavskega mesta Ubari 18. aprila 2022 zaprli naftno polje El Šarara, največje naftno polje v Libiji. Zaprtje je grozilo povzročiti pomanjkanje nafte doma v Libiji in preprečiti državni naftni družbi National Oil Corp., da izkoristi visoke cene nafte na mednarodnem trgu, ki so posledica ruske invazije na Ukrajino. 2. julija so protestniki zažgali predstavniški dom.
10. septembra 2023 so katastrofalne poplave zaradi okvar jezov, ki jih je povzročila nevihta Daniel, opustošile pristaniško mesto Derna in ubile več kot 5900 in morda celo 24.000. Poplave so bile najhujša naravna katastrofa v moderni zgodovini Libije.
Novembra 2024 bo vlada narodne enotnosti uvedla moralno policijo, ki bo zatrla čudne frizure, uveljavila skromna oblačila in zahtevala moške skrbnike za ženske.

## Geografija
Libija se razprostira na 1.759.540 kvadratnih kilometrih, zaradi česar je po velikosti 16. največja država na svetu. Libijo na severu omejuje Sredozemsko morje, na zahodu meji na Tunizijo in Alžirijo, na jugozahodu na Niger, na jugu na Čad, na jugovzhodu na Sudan in na vzhodu na Egipt. Libija leži med 19° in 34° S ter 9° in 26° V zemljepisne dolžine.
Libijska obala je s 1770 kilometri najdaljša od vseh afriških držav, ki mejijo na Sredozemlje. Del Sredozemskega morja severno od Libije se pogosto imenuje Libijsko morje. Podnebje je večinoma izjemno suho in puščavsko. Vendar pa severne regije uživajo milejše sredozemsko podnebje.
Znotraj libijskih meja leži šest ekoregij: saharski halofiti, sredozemska suha makija in stepe, sredozemska makija in gozdovi, severnosaharske stepe in makija, gorska kserična makija Tibesti-Džebel Uveinat in gorska kserična makija Zahodne Sahare.
Naravne nevarnosti prihajajo v obliki vročega, suhega in s prahom polnega vetra široko (v Libiji znane kot gibli). To je južni veter, ki piha od enega do štirih dni spomladi in jeseni. Obstajajo tudi prašne in peščene nevihte. Tudi oaze je mogoče najti razpršene po vsej Libiji, med katerimi sta najpomembnejši Ghadames in Kufra. Libija je zaradi prevladujočega puščavskega okolja ena najbolj sončnih in suhih držav na svetu.
Libija je zelo občutljiva na posledice podnebnih sprememb in premalo pripravljena na spopadanje z njimi. Učinki podnebnih sprememb v Libiji, kot so dezertifikacija, dvig morske gladine, poplave in nepravilni vremenski vzorci, so že opazni in naj bi se še povečevali. Ti predstavljajo veliko grožnjo libijskemu kmetijstvu, varnosti hrane in vode ter gospodarskemu razvoju in trajnosti.
Libija je bila z ustanovitvijo zavarovanega območja El Kouf leta 1975 pionirska država v Severni Afriki na področju zaščite vrst. Padec režima Moamerja Gadafija je bil naklonjen intenzivnemu krivolovu: »Pred padcem Gadafija so bile prepovedane celo lovske puške. Toda od leta 2011 se lov izvaja z vojnim orožjem in sofisticiranimi vozili, v katerih je mogoče najti do 200 glav gazel, ki so jih ubili miličniki, ki lovijo, da bi krajšali čas. Priča smo tudi pojavu lovcev, ki niso povezani s tradicionalnimi plemeni ustrelijo vse, kar najdejo "Med gnezditveno sezono je vsako leto na ta način ubitih več kot 500.000 ptic, ko so zaščitena območja zasegli plemenski poglavarji, ki so si jih prilastili. Živali, ki so tam živele, so vse izginile, lovljene, ko so bile užitne, ali izpuščene, ko niso,« pojasnjuje zoolog Khaled Ettaieb.

### Libijska puščava
Libijska puščava, ki pokriva večji del Libije, je eno najbolj sušnih in s soncem obsijanih krajev na svetu. Ponekod lahko minejo desetletja, da sploh ne padejo padavine, in celo v visokogorju se padavine redko zgodijo, enkrat na 5–10 let. V Uveinatu so od leta 2006 zadnje zabeležene padavine septembra 1998.
Prav tako je lahko temperatura v libijski puščavi ekstremna; 13. septembra 1922 je mesto 'Azizija, ki je jugozahodno od Tripolisa, zabeležilo temperaturo zraka 58 °C, kar velja za svetovni rekord. Septembra 2012 pa je Svetovna meteorološka organizacija ugotovila, da je svetovni rekord 58 °C neveljaven.
Obstaja nekaj razpršenih nenaseljenih majhnih oaz, običajno povezanih z velikimi depresijami, kjer je mogoče najti vodo s kopanjem do nekaj metrov v globino. Na zahodu je široko razpršena skupina oaz v nepovezanih plitvih depresijah, skupina Kufra, ki jo sestavljajo Tazerbo, Rebianae in Kufra. Poleg škarp je splošna ravnina prekinjena le z nizom planot in masivov blizu središča libijske puščave, okoli konvergence egipčansko-sudansko-libijske meje.
Nekoliko južneje so masivi Arkenu, Uveinat in Kisu. Te granitne gore so starodavne, nastale so veliko pred peščenjaki, ki jih obdajajo. Arkenu in Zahodni Uveinat sta obročasta kompleksa, ki sta zelo podobna tistim v gorovju Air. Vzhodni Uveinat (najvišja točka v Libijski puščavi) je dvignjena planota iz peščenjaka, ki meji na granitni del bolj zahodno.
Ravnina severno od Uveinata je posejana z erodiranimi vulkanskimi značilnostmi. Z odkritjem nafte v petdesetih letih prejšnjega stoletja je prišlo tudi do odkritja ogromnega vodonosnika pod večjim delom Libije. Voda v vodonosnem sistemu nubijskega peščenjaka je pred zadnjimi ledenimi dobami in samo puščavo Saharo. Na tem območju so tudi strukture Arkenu, za katere so nekoč mislili, da sta dva udarna kraterja.

### Upravna delitev
Zgodovinsko gledano je območje Libije veljala delitev na tri province (ali države), Tripolitanija na severozahodu, Barka (Cirenajka) na vzhodu in Fezan na jugozahodu. Italijansko osvajanje v italijansko-turški vojni jih je združilo v enotno politično enoto.
Od leta 2007 je Libija razdeljena na 22 okrožij (šabijat):
1. Okrožje Zavija
2. Jafara
3. Okrožje Tripolis
4. Okrožje Murqub
5. Okrožje Misrata
6. Okrožje Sirte
7. Okrožje Benghazi
8. Okrožje Mardž
9. Džabal al Akhdar
10. Okrožje Derna
11. Okrožje Tobruk
12. Okrožje Nalut
13. Okrožje Džabal al Gharbi
14. Okrožje Vadi al Šati
15. Okrožje Džufra
16. Okrožje Al Vahat
17. Okrožje Ghat
18. Okrožje Vadi al Haja
19. Okrožje Sabha
20. Okrožje Murzuk
21. Okrožje Kufra

Leta 2022 je libijska vlada nacionalne enotnosti (libijski opazovalec) razglasila 18 provinc: vzhodna obala, Džabal Al-Akhdar, Al-Hizam, Benghazi, Al-Vahat, Al-Kufra, Al-Khaleej, Al-Margab, Tripoli, Al-Džafara, Al-Zavija, Zahodna obala, Gherjan, Zintan, Nalut, Al-Vadi in kotlina Murzuk.

## Demografija
Libija je velika država z razmeroma majhnim številom prebivalcev, ki so skoncentrirani zelo ozko ob obali. Njegova gostota prebivalstva je približno 50 prebivalcev na kvadratni kilometer v dveh severnih regijah Tripolitanije in Cirenajke, drugod pa pade na manj kot 1 prebivalca na kvadratni kilometer. 90 % ljudi živi ob obali na manj kot 10 % površine.
Približno 88 % prebivalstva je urbanega, večinoma skoncentriranega v treh največjih mestih, Tripolisju, Bengaziju in Misrati. Libija ima približno 6,7 milijona prebivalcev, 27,7 % jih je mlajših od 15 let. Leta 1984 je število prebivalcev znašalo 3,6 milijona, kar je več kot leta 1964, ko jih je bilo 1,54 milijona.
Prebivalstvo Libije je predvsem arabskega porekla. Arabci predstavljajo 92 % prebivalstva, medtem ko Berberi obsegajo 5 %, čeprav druge ocene kažejo, da je ta odstotek 10 %, kar predstavlja približno 600.000 ljudi. Med berberskimi skupinami so manjšinske berberske populacije Zuvaraha in gorovja Nafusa. Južno Libijo, predvsem Sebha, Kufra, Ghat, Ghadamis in Murzuk, naseljujeta tudi dve drugi etnični skupini; Tuaregi in Toubouji. Libija je ena najbolj plemenskih držav na svetu. V Libiji je približno 140 plemen in klanov. V Libiji živi tudi približno 750.000 egiptovskih delavcev, kar je manj kot 2 milijona pred strmoglavljenjem Moamerja Gadafija leta 2011.
Družinsko življenje je pomembno za libijske družine, ki večinoma živijo v stanovanjskih blokih in drugih neodvisnih stanovanjskih enotah, pri čemer so načini bivanja odvisni od njihovega dohodka in premoženja. Čeprav so arabski Libijci tradicionalno živeli nomadsko beduinsko življenje v šotorih, so se večinoma naselili v mestih.
Zaradi tega njihov stari način življenja postopoma izginja. Neznano majhno število Libijcev še vedno živi v puščavi, tako kot njihove družine že stoletja. Večina prebivalstva se ukvarja z industrijo in storitvami, majhen odstotek pa s kmetijstvom.
Po podatkih UNHCR je bilo januarja 2013 v Libiji okoli 8000 registriranih beguncev, 5500 neregistriranih beguncev in 7000 prosilcev za azil različnega izvora. Poleg tega je bilo 47.000 libijskih državljanov notranje razseljenih in 46.570 notranje razseljenih povratnikov.

## Kultura
Mnogi arabsko govoreči Libijci se imajo za del širše arabske skupnosti. To se je okrepilo s širjenjem panarabizma sredi 20. stoletja in njihovim dosegom oblasti v Libiji, kjer so uveljavili arabščino kot edini uradni jezik v državi. Pod Gadafijevo vladavino je bilo poučevanje in celo uporaba avtohtonega berberskega jezika strogo prepovedano. Poleg prepovedi tujih jezikov, ki so se prej poučevali v akademskih ustanovah, so celotne generacije Libijcev pustile omejitve pri razumevanju angleškega jezika. Tako govorjena arabska narečja kot berberska še vedno ohranjajo besede iz italijanščine, ki so bile pridobljene pred in med obdobjem Libia Italiana.
Libijci imajo dediščino v tradiciji prej nomadskih beduinskih govorcev arabščine in stalno naseljenih berberskih plemen. Večina Libijcev se povezuje z določenim priimkom, ki izvira iz plemenske ali osvajalske dediščine.
Kot odraz narave dajanja (arabsko الاحسان, latinizirano: Ihsan, berberski jeziki: ⴰⵏⴰⴽⴽⴰⴼ Anakkaf) med libijskimi ljudmi in občutka gostoljubja se je nedavno država Libija leta 2013 uvrstila med prvih 20 na svetovnem indeksu daril. Po podatkih CAF je v tipičnem mesecu skoraj tri četrtine (72 %) vseh Libijcev pomagalo nekomu, ki ga niso poznali – kar je tretja najvišja raven v vseh 135 državah, vključenih v raziskavo.
Gledališč ali umetniških galerij je malo zaradi desetletij kulturne represije pod Gadafijevim režimom in pomanjkljivega razvoja infrastrukture pod režimom diktature. Že vrsto let ni bilo javnih gledališč in zelo malo kinematografov, ki predvajajo tuje filme. Tradicija ljudske kulture je še vedno živa in zdrava, z glasbenimi in plesnimi skupinami, ki pogosto izvajajo festivale v Libiji in tujini.
Veliko libijskih televizijskih postaj se posveča političnemu pregledu, islamskim temam in kulturnim fenomenom. Številne TV postaje predvajajo različne sloge tradicionalne libijske glasbe. Tuareška glasba in ples sta priljubljena v Ghadamesu in na jugu. Libijska televizija oddaja programe večinoma v arabščini, čeprav imajo običajno termine za angleške in francoske programe. Analiza Odbora za zaščito novinarjev iz leta 1996 je pokazala, da so bili libijski mediji med diktaturo v državi najstrožje nadzorovani v arabskem svetu. Od leta 2012 je začelo oddajati na stotine televizijskih postaj zaradi propada cenzure starega režima in uvedbe 'svobodnih medijev'.
Številni Libijci pogosto obiskujejo libijske plaže in obiščejo libijska arheološka najdišča, še posebej Leptis Magna, ki velja za eno najbolje ohranjenih rimskih arheoloških najdišč na svetu. Najpogostejša oblika javnega prevoza med mesti je avtobus, čeprav veliko ljudi potuje z avtomobili. V Libiji ni železniških storitev, vendar je njihova izgradnja načrtovana v bližnji prihodnosti.
Prestolnica Libije Tripolis ima veliko muzejev in arhivov. Sem spadajo vladna knjižnica, etnografski muzej, arheološki muzej, državni arhiv, epigrafski muzej in islamski muzej. Muzej Rdeči grad, ki stoji v prestolnici blizu obale in prav v središču mesta, zgrajen po posvetovanju z Unescom, je morda najbolj znan v državi.

### Naravne in kulturne znamenitosti
- Narodni park Akakus v delu gorovja Tassili n'Ajjer severovzhodno od mesta Gath z neolitskimi petroglifi, starimi do 12.000 let na Unescovem seznamu svetovne dediščine po nazivom Mesta skalne umetnosti Tadrart Acacus.[70]
- Staro mesto Ghadames je mesto v istoimenski oazi blizu alžirsko-tunizijsko-libijske meje; z obzidjem obdano mesto z belo ometanimi hišami in pokritimi ulicami; na Unescovem seznamu svetovne dediščine[71]
- Kirena (danes Šahat), antično mesto, središče Cirenajke, ustanovljeno leta 631 pr. n. št.; tu so ostanki Apolonovega in Zevsovega svetišča (6. stol. pr. n. št.), rimsko gledališče, kopališče (2. stol.), forum iz helenističnega obdobja, akropola; del Unescove svetovne dediščine.[72]
- Leptis Magna antično mesto vzhodno od Tripolisa, eno bolje ohranjenih antičnih mest obsega forum, gledališče, kopališče, rimsko pristanišče, 19 km dolg akvadukt, slavolok Septimija Severa, vile,... tudi del Unescove svetovne dediščine.[73]
- Arheološko najdišče Sabratha zahodno od Tripolisa; stavbe iz rimskega in bizantinskega obdobja;  del Unescove svetovne dediščine.[74]
- Tripolis je glavno mesto in gospodarsko in kulturno središče. Staro mestno jedro je obdano z obzidjem, s trdnjavo iz 16. stol., slavolokom Marka Avrelija. Tu sta mošeja Ahmada paše Karamanlija in GGurgijeva mošeja in Narodni muzej.
- Vau an-Namus je kaldera sredi ravne gruščnate puščave na jugu države s premerom okoli 4 km, ki jo obdaja 5 do 10 km širok pas črnih vulkanskih izmečkov, v dnu so tri slana jezera.